# Danse macabre (Camille Saint-Saëns)

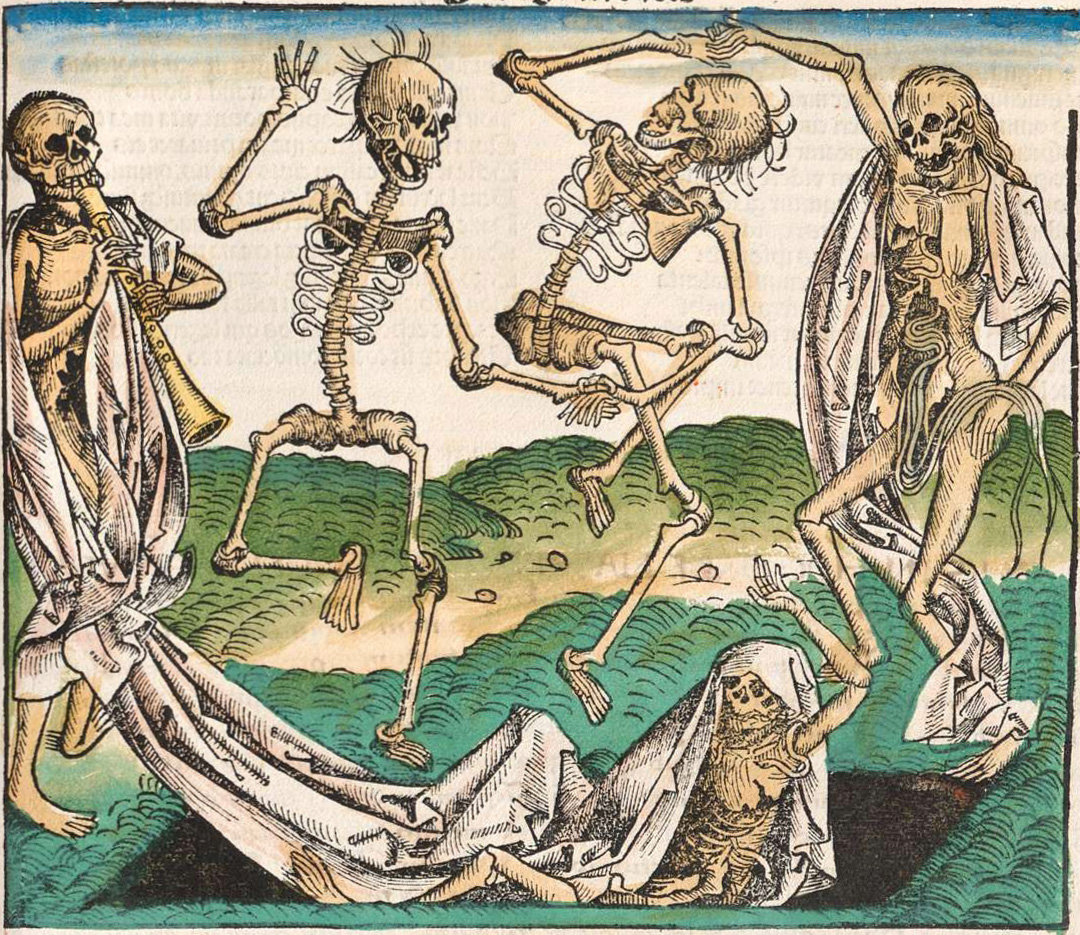
«Dansa de la Mort», de Michael Wolgemut

La Danse macabre (Dansa macabra), op. 40, és un poema simfònic de Camille Saint-Saëns compost el 1874 tot inspirant-se d'un poema de Henri Cazalis recreant l'antiga superstició de la Dansa de la Mort. És una de les composicions més populars de l'autor. L'obra, estrenada a París el 24 de gener de 1875, descriu la mort tocant el violí a mitjanit. Al seu ritme, els esquelets ballen al voltant d'una tomba. A l'alba, amb el cant del gall, els morts tornen a les seves tombes. La primera vegada que Danse macabre es va estrenar en públic no va tenir bona recepció. El crític musical Roger Nichols esmenta que les novetats musicals de Saint-Saëns van produir reaccions adverses amb acusacions de ser «una versió deformada del Dies irae» i de ser «un horrible solo esgarrapat de violí». Segons Nichols, l'ús del xilòfon i les hipnòtiques repeticions van constituir un avanç del posterior Bolero de Ravel.

## Instrumentació
La Danse macabre s'interpreta principalment per un concertino executant un obbligato de violí, acompanyat per una orquestra. La secció de vent està composta per un flautí, dues flautes, dos oboès, dos clarinets soprano, dos fagots, quatre trompes, dues trompetes, tres trombons i una tuba. La secció de percussió inclou timbal de concert, xilòfon, bombo, platerets i triangle. La secció de corda ha de comptar amb un concertino acompanyat per violins, violes i un arpa.

## El poema original d'Henri Cazalis
El poema original d'Henri Cazalis (en francès) és el següent:
| «               | Zig et zig et zag, la mort en cadence Frappant une tombe avec son talon, La mort à minuit joue un air de danse, Zig et zig et zag, sur son violon. Le vent d'hiver souffle, et la nuit est sombre, Des gémissements sortent des tilleuls ; Les squelettes blancs vont à travers l'ombre Courant et sautant sous leurs grands linceuls, Zig et zig et zag, chacun se trémousse, n entend claquer les os des danseurs, Un couple lascif s'assoit sur la mousse Comme pour goûter d'anciennes douceurs. Zig et zig et zag, la mort continue De racler sans fin son aigre instrument. Un voile est tombé ! La danseuse est nue ! Son danseur la serre amoureusement. La dame est, dit-on, marquise ou baronne. Et le vert galant un pauvre charron – Horreur ! Et voilà qu'elle s'abandonne Comme si le rustre était un baron ! Zig et zig et zig, quelle sarabande! Quels cercles de morts se donnant la main ! Zig et zig et zag, on voit dans la bande Le roi gambader auprès du vilain! Mais psit ! tout à coup on quitte la ronde, On se pousse, on fuit, le coq a chanté Oh ! La belle nuit pour le pauvre monde! Et vive la mort et l'égalité | » |
| — Henri Cazalis | |   |

## Anàlisi
Segons la llegenda de la qual parteix el poema, la mort apareix a la mitjanit del Dia de Difunt i convoca els morts perquè surtin de les tombes i ballin per a ella mentre toca el seu violí. Els esquelets ballen fins que el gall canta a l'alba, moment en el qual han de tornar a les seves tombes fins a l'any següent.
La peça obre amb una arpa tocant una sola nota, Re, dotze vegades (les dotze campanades de mitjanit), acompanyada per suaus acords de la secció de corda. El solo de violí ingressa interpretant el tríton, conegut com el diabolus in musica ("la música de el diable") durant l'edat mitjana i el Barroc, que consta d'un La i un Mi♭; en un exemple d'afinació de scordatura, la corda Mi del violinista s'ha afinat a un Mi♭ per crear el tríton dissonant. El primer tema s'escolta en un solo de flauta, seguit pel segon tema, una escala descendent en el solo de violí, acompanyat de suaus acords de la secció de cordes. El primer i segon tema, o fragments, s'escolten a les diferents seccions de l'orquestra. La peça es torna més enèrgica i en el seu punt mig, just després d'una secció contrapuntística basada en el segon tema, hi ha una cita directa interpretada pels instruments de vent de Dies irae, un cant gregorià del Rèquiem que està relacionat melòdicament amb el segon tema de l'obra. El Dies irae es presenta inusualment en una escala més gran. Després d'aquesta secció, la peça torna al primer i segon tema i arriba al clímax amb l'orquestra completa interpretant dinàmiques molt fortes. Després hi ha una abrupta interrupció en la textura i la coda representa l'alba (el gall, interpretat per l'oboè) i els esquelets tornen a les seves tombes.
La peça fa un ús particular del xilòfon per imitar els sons dels ossos vibrants. Saint-Saëns usa un motiu similar en el moviment Fòssils d'El carnaval dels animals.

## Crítica musical
La primera vegada que Danse macabre es va estrenar no va tenir bona recepció. El crític musical Roger Nichols esmenta que les novetats musicals de Saint-Saëns van produir reaccions adverses amb acusacions de ser "una versió deformada del Dies irae i "un horrible solo esgarrapat de violí". Segons Nichols, l'ús del xilòfon i les hipnòtiques repeticions van constituir un avanç del posterior Bolero de Ravel.